# Роскомон
Роскомон (енгл. Roscommon, ир. Ros Comáin) је значајан град у Републици Ирској, у средишњем делу државе. Град је у саставу истоименог округа округа Роскомон и представља његово седиште и највећи град.

## Природни услови
Град Роскомон се налази у средишњем делу ирског острва и Републике Ирске и припада покрајини Конот. Град је удаљен 155 километара западно од Даблина. 
Рељеф: Роскомон је смештен у равничарском подручју средишње Ирске. Надморска висина средишњег дела града је око 55 метара.
Клима: Клима у Роскомону је умерено континентална са изразитим утицајем Атлантика и Голфске струје. Стога град одликује блага и веома променљива клима.
Воде: Роскомон се не налази ни на једној води, али се неколико километара источно прућа велико ирско језеро Ри.

## Историја
Подручје Роскомона било насељено већ у време праисторије. У 5. веку овде је подигнут манастир, претеча данашњег насеља. Дато подручје је освојено од стране енглеских Нормана у крајем 12. века.
Током 16. и 17. века Роскомон је учествовао у бурним временима око борби за власт над Енглеском. Ово је оштетило градску привреду. Међутим, прави суноврат привреде града десио се средином 19. века у време ирске глади.
Роскомон је од 1921. године у саставу Републике Ирске. Опоравак града започео је тек последњих деценија, када је Роскомон поново забележио нагли развој и раст.

## Становништво
Према последњим проценама из 2011. године. Роскомон је имао мање 2 хиљада становника у граду и око 5 хиљада у широј градској зони. Последњих година број становника у граду се повећава.

## Привреда
Роскомон је био и остао трговачко и управно средиште.